# Хальтерман, Ганс
Ганс Вернер Хальтерман (нем. Hans Werner Haltermann; 20 апреля 1898, Берлин, Германская империя — 17 июня 1981, Падеборн, ФРГ) — немецкий политический деятель, группенфюрер СС, генерал-лейтенант полиции.

## Биография
Ганс Хальтерман родился 20 апреля 1898 года в семье бухгалтера банка Макса Вильгельма Густава Хальтермана и его жены Анны Доротеи, урождённой Шмидт. До 1914 года посещал гимназию в Берлине. Участвовал в качестве добровольца в Первой мировой войне в составе 2-го запасного батальона гвардейского полка тяжёлой артиллерии Прусской армии. 31 марта 1919 года демобилизовался. В том же году окончил школу. С 1920 по 1925 год изучал машиностроение в техническом университете Берлина, но потом прекратил обучение. Затем работал инженером-электриком в Берлине. С 1927 по 1933 год был управляющим электротехнической компании в Бремене. 
В 1918/1919 годах сражался против Союза Спартака в Берлине. Кроме того, Хальтерман участвовал в Капповском путче. С 1925 по 1926 год был членом правоэкстремистского военного объединения Frontbann. 23 сентября 1926 года вступил в НСДАП (билет № 44393) и в том же году — в штурмовые отряды (СА). В 1927 году ему было присвоено звание штурмфюрера СА, а в 1929 году — штандартенфюрера СА. С 1927 по 1930 года был руководителем штурмовых отрядов в Бремене. Под руководством Хальтермана в 1927 году количество штурмовиков выросло до 60 человек. Его главными задачами была охрана залов и демонстраций, которая часто проводилась с применением насилия. 
С 1930 года был членом парламента Бремена от НСДАП. 18 марта 1933 года стал сенатором по вопросам трудоустройства, техники и благосостоянию в Бремене. В 1936 году перешёл из СА в ряды СС (№ 276294). Должность сенатора Хальтерман занимал до 1939 года, но формально оставался на должности до 1942 года.
Хальтерман принимал участие в Польской кампании в качестве оберлейтенанта вермахта. С октября 1941 года был руководителем СС и полиции в Киеве. В мае 1943 года стал руководителем СС и полиции в Харькове, а в ноябре 1943 года переведён на аналогичную должность в Могилёв. С 7 июля 1944 по 9 января 1945 года был заместителем высшего руководителя СС и полиции «Северо-Восток» в Кёнигсберге и последним руководителем СС и полиции в Кракове.
После войны попал в британский плен, из которого в августе 1945 года бежал. Вскоре Хальтерман был задержан и до 1949 года находился в лагере для интернированных. В ходе процедуры денацификации был отнесён к категории «виновных». Потом проживал в Бремене и занимался генеалогией.